# Донецкий угольный бассейн

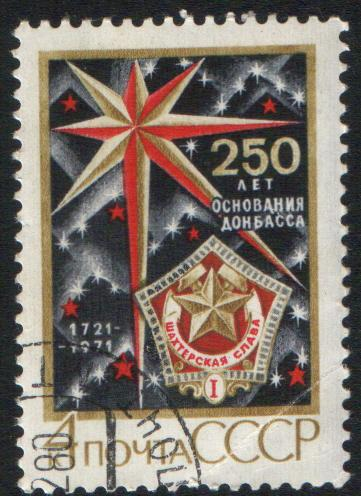
«250 лет основания Донбасса», почтовая марка Союза ССР, 1971 год

Доне́цкий у́гольный бассе́йн (укр. Донецький вугільний басейн), сокращённо Доне́цкий бассе́йн (укр. Донецький басейн) или Донба́сс (укр. Донбас), ранее также применялся термин Каменноуго́льный райо́н — месторождение угля, образовавшееся на заливах и лиманах Тетиса (др.-греч. Τηθύς, лат. Tethys).

## Промышленное освоение

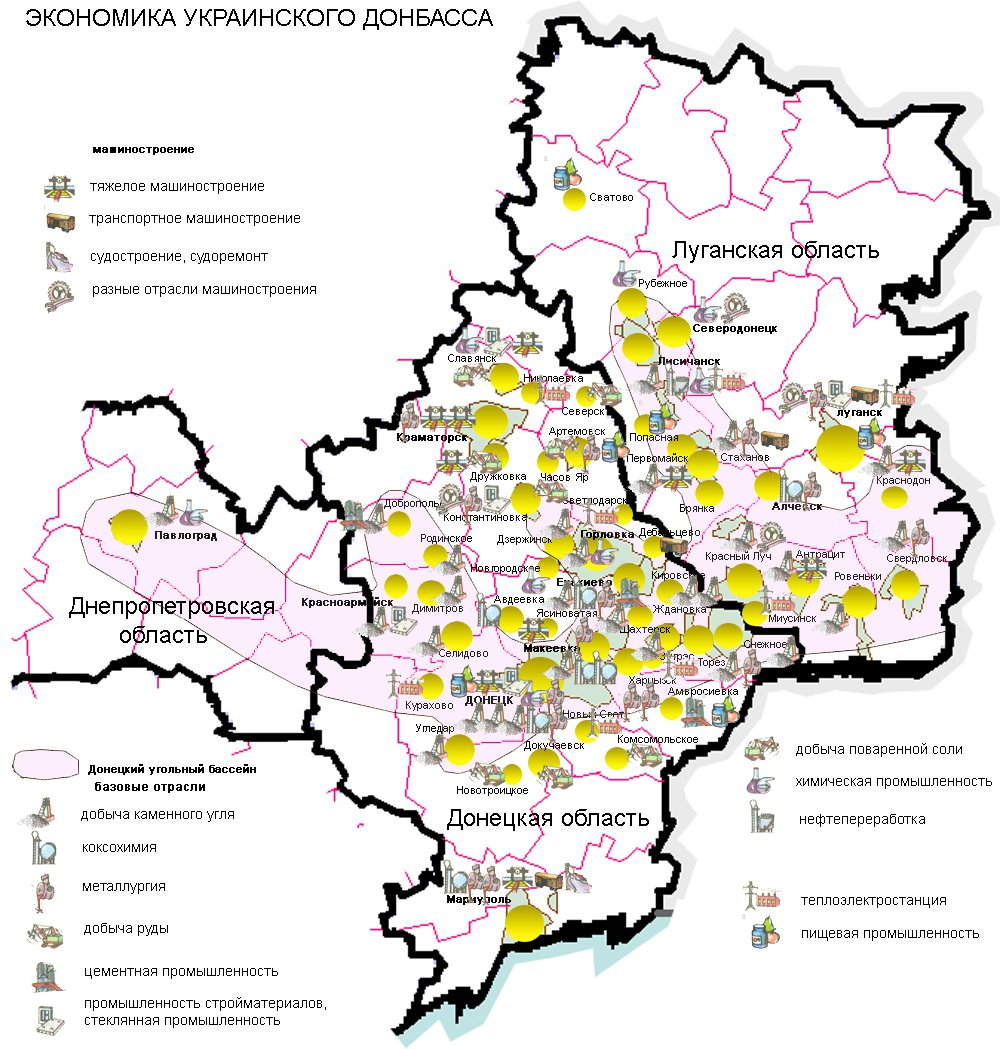
Донбасс (розовым) на фоне Луганской, Донецкой и Днепропетровской областей

Донецкий угольный бассейн был открыт в 1721 году в районе нынешнего города Лисичанска Капустиным Г. Г. 7 декабря 1722 года Пётр I издал указ «О приискании на Дону и в Воронежской губернии каменного угля и руд».
Промышленное освоение началось с конца XIX века. Площадь около 60 тысяч км². Суммарные запасы до глубины 1800 м — 140,8 миллиарда тонн. В угленосной толще каменноугольного возраста до 300 пластов; средняя мощность рабочих пластов 0,6-1,2 м. Угли каменные марок Д — Т (78 %), антрациты (22 %). Теплота сгорания 21,2-26,1 МДж/кг. Основные центры добычи — Донецк (до 1917 года — пос. Юзовка с 1924 по 1962 годы — г. Сталино), Покровск, Макеевка, Лисичанск, Горловка, Свердловск, Ровеньки, Антрацит, Торез, Красный Луч и другие. В 1954 году в Донбассе впервые в мире Советским Союзом был произведён гидроразрыв угольного пласта.
Центры химической промышленности и машиностроения — Северодонецк, Луганск, Лисичанск, Горловка, Первомайск, Стаханов.
Донецкий угольный бассейн является основной топливно-энергетической базой центрального и южного районов Украины (Днепропетровская, Донецкая, Луганская области), а также Российской Федерации — Восточный Донбасс (Ростовская область).

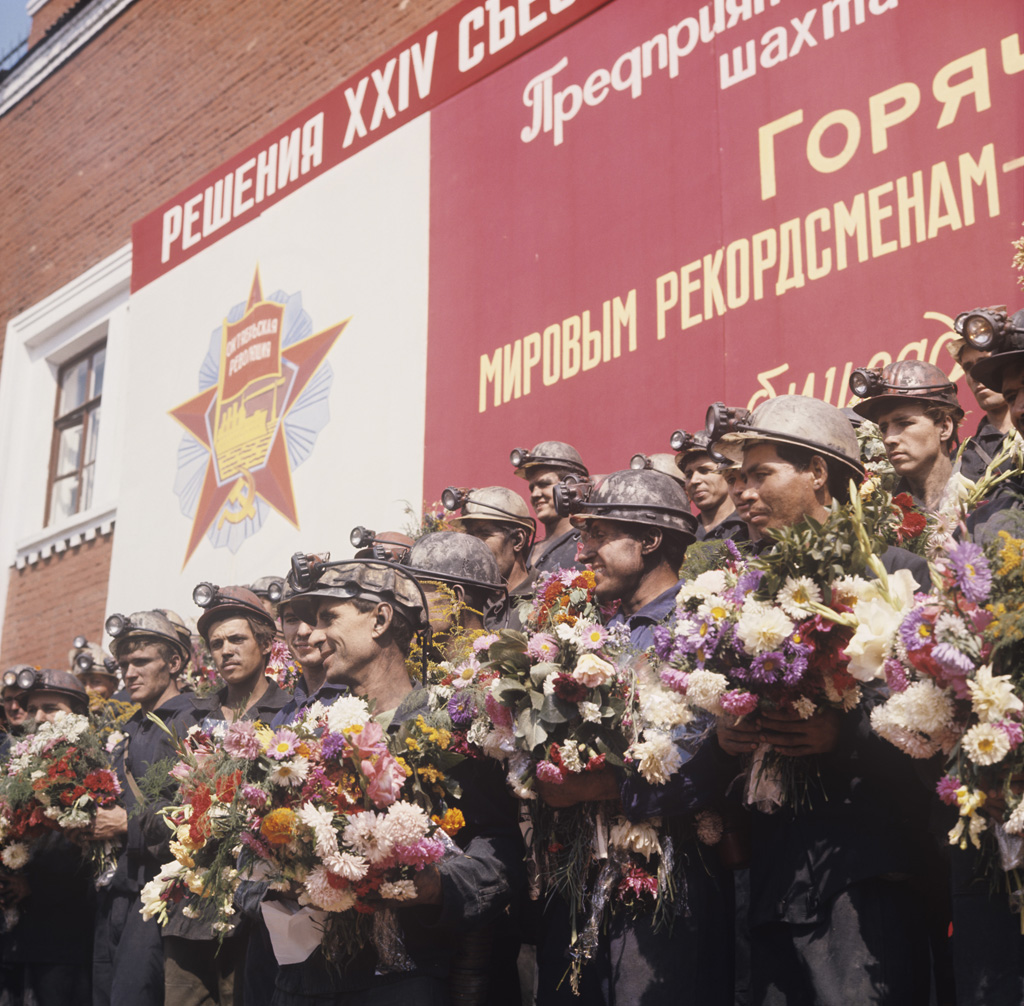
Молодежно-комсомольская бригада шахтёров Героя Социалистического Труда Ивана Стрельченко, шахта «Трудовская», Донецк, 1971 год

В СССР до 1940-х годов неформальной столицей Донбасса был Харьков, в бассейн не входящий. Там располагались два банка Алчевского, Совет горнопромышленников Юга России, Алексеевское горнопромышленное общество, тресты «Продуголь», «Донуголь (трест)», «Донбассуголь», «Донбассантрацит» и другие. Также в Харькове располагался горный институт (до 1962 года), готовивший специалистов для шахт бассейна.
С началом конфликта в 2014 году закрылось 69 из 93 шахт, производство кокса упало на 52 %, строительство упало на 40 %, больше половины работоспособного населения потеряло работу и доходы.
В результате вторжения России на территории Украины оказались сильно разрушены некоторые важные промышленные города Донбасса: Северодонецк, Лисичанск, Рубежное, Попасная, Угледар, Бахмут и другие небольшие города и шахтёрские посёлки.
В российской части Донбасса — то есть на территории Ростовской области — за время реструктуризации угольной отрасли с 1995 по 2022 годы количество действующих шахт сократилось с 64 до 5. Ещё 4 шахты находятся на консервации или реконструкции. В 2023 году добыча составила 5,4 млн тонн угля.

## Геологическое строение
В 1999 году в Донецкой области, на территории которой находится бо́льшая часть бассейна, был принят официальный флаг, созданный донецкой художницей Ниной Щербак (укр. Ніна Щербак). Согласно замыслу автора, дизайн флага представляет собой пример вексиллологического каламбура: восходящее солнце отражается в диамантовом поле, символизирующем угольный бассейн; таким образом обыгрывается полисемия слова «бассейн»
Донецкий каменноугольный бассейн возник на южном крае Восточно-Европейской платформы. Длинный и узкий прогиб образовался в среднем девоне в результате региональных разломов между Воронежским и Украинским кристаллическими массивами.
Осадочная толща, состоящая из отложений девона, карбона, перми, триаса, юры, мела, третичных и четвертичных, начиная со среднего девона, откладывалась на докембрийском фундаменте, состоящем из комплекса изверженных и метаморфизованных пород. Каменноугольные отложения, перекрывающие отложения верхнего девона, представлены полным разрезом каменноугольной системы и имеют все три отдела непрерывного разреза осадков. Нижняя часть разреза представлена толщей сплошных известняков мощностью 300—600 метров. Выше известняковой толщи, вплоть до границы с пермью, залегает толща переслаивания песчаников и сланцев (алевролитов и аргиллитов) с подчинёнными им пластами и прослоями известняков и углей. Общая мощность этой толщи достигает 18 километров. Мощность каменноугольных отложений, залегающих в центральной часть прогиба, в осевой части Донбасса достигает 5-18 километров. Отложения нижнего карбона увеличиваются от 1,8 до 6 километров, среднего карбона — от 2 до 8 километров и верхнего карбона — от 1,2 до 4 километров. Толща каменноугольных отложений подразделена на 5 свит нижнего карбона, 7 свит среднего карбона и 3 свиты верхнего карбона.
В результате частой цикличной смены осадков сформировалась многопластовая песчано-глинистая толща с прослоями углей (свыше 300 метров) и известняков (до 250 метров). Аргиллиты и алевролиты (глинистые и песчаные сланцы) преобладают в геологическом разрезе донецкого карбона, достигая 60-70 %, песчаники составляют 25-40 %, известняки 1-1,5 % и угли 1-2 %.
В тектоническом отношении Донбасс представляет собой ряд крупных складок, вытянутых преимущественно в направлении с северо-запада на юго-восток и осложнённых многочисленными разрывами. Отдельные районы бассейна, например, Чистяково-Снежнянский, Боково-Хрустальский, Несветаевский и другие, имеют в общем слабое проявление тектоники, в то время как Донецко-Макеевский, Алмазно-Марьевский и вся полоса промышленного Донбасса у его северной окраины весьма дислоцированы. Преобладающей формой разрывных тектонических нарушений в бассейне является надвиг. Сбросы значительно менее развиты и представлены меньшими амплитудами. Амплитуды тектонических нарушений колеблются в широких пределах от десятых долей метра до 1000 метров. Наибольшее распространение имеют надвиги с амплитудами от 30-50 до 200—300 метров. Кроме крупных тектонических нарушений, в бассейне имеет значительное развитие средняя и мелкая тектоника с амплитудами разрыва до нескольких десятков метров. На всех шахтных полях развита микротектоника, создающая существенные затруднения при ведении горных работ.
В угленосной толще Донбасса залегает 310 угольных пластов рабочей и нерабочей мощности, из которых 95 пластов относятся к отложениям нижнего карбона, 200 пластов к среднему карбону и 15 пластов к верхнему карбону. Суммарное количество угольных пластов, достигающих рабочей мощности, в среднем составляет 120 пластов, в том числе в отложениях нижнего карбона залегает 29 пластов, в среднем карбоне — 87 пластов и в верхнем карбоне — 4 пласта. В бассейне разрабатывается 70 пластов, в том числе по различным районам от 40 до 2 пластов. Большинство угольных пластов (до 70 %) имеет сложное строение. Простое строение имеют пласты мощностью до 0,6-0,7 метра. Прослои в угольных пластах представлены преимущественно глинистыми сланцами. Мощность рабочих угольных пластов по Донбассу колеблется в широких пределах: от 0,5 до 1,5-1,8 при средней мощности разрабатываемых пластов 0,7-1 метра. Мощность некоторых угольных пластов достигает 2-2,5 метра, но это относится преимущественно к отдельным небольшим участкам или группам шахтных полей. В Донбассе преобладают пологие пласты угля. Крутые пласты залегают в Центральном и Кадиевском районах и на отдельных участках в других районах.
Согласно замыслу авторов, диамантовая оконечность на гербе Донецкой области символизирует залежи угля, а «произрастающая» из неё пальма Мерцалова — чёрную металлургию; таким образом подчёркивается связь угольной и металлургической промышленностей
Основными водоносными горизонтами в каменноугольной толще Донбасса являются известняки и песчаники. В отдельных районах бассейна меловые отложения и обводнённые третичные пески также являются крупными водоносными горизонтами. Наиболее высокой водоотдачей обладают известняки благодаря своей трещиноватости и мелкой закарстованности. Песчаники имеют меньшую трещиноватость, но значительно большую мощность, достигающую 80-120 метров, и являются наиболее крупными водоносными горизонтами, распространёнными на площади всего бассейна. Глинистые сланцы и угольные пласты практически не водоносны, частично водоносными являются трещиноватые песчаные сланцы. Движение подземных вод в каменноугольной толще происходит по трещинам горным пород. Водообильность пород снижается с глубиной. В пределах бассейна выявлено свыше 130 выдержанных водоносных горизонтов со значительными притоками. Некоторые водоносные горизонты выдерживаются на большей части бассейна, а часть их прослеживается только на территории отдельных его районов. По химическому составу воды очень разнообразны. В Центральной части бассейна преобладают воды сульфатно-карбонатного, сульфатного и сульфатно-хлоридного состава, а по катионам — кальциево-натриевые, натриево-кальциевые и натриево-кальциево-магнивые. С глубиной минерализация вод повышается.
Вмещающие породы разрабатываемых угольных пластов имеют среднюю устойчивость. Преобладающими боковыми породами угольных пластов являются глинистые сланцы. В отдельных районах бассейна в связи с изменением литологического состава пород, слагающих отдельные свиты, преобладающими боковыми породами являются песчаники и песчаные сланцы, значительно реже известняки. Механическая прочность горных пород крайне неравномерна и колеблется в широких пределах.
Угли Донецкого бассейна относятся к гумусовым. Сапропелитовые разности углей встречаются только в виде отдельных линз и угольных прослоев. Угли пластов, залегающих в отложениях среднего и верхнего карбона, обладают почти одинаковым материнским растительным веществом, но имеют различные качественные показатели, что объясняется в основном их различной степенью углефикации, различной степенью восстановления и окисления в процессе их формирования, а также неодинаковой зольностью и сернистостью. Содержание фосфора в угле весьма незначительно. Выход летучих веществ колеблется в широких пределах — от 2 % (антрациты) до 50 % (длиннопламенные угли). Теплота сгорания углей находится в пределах от 7500 до 8750 ккал/кг. Наиболее чистые и малосернистые угли имеются в западном секторе Большого Донбасса (Южный и Западный Донбасс) и относятся к отложениям нижнего карбона. В Донбассе установлено закономерное изменение содержания летучих веществ в углях с уменьшением их содержания в направлении с северо-запада на юго-восток и от стратиграфически вышележащих к нижележащим. Зольность и содержание серы в углях колеблются в широких пределах. Среднее содержание природной золы в большинстве угольных пластов находится в пределах 7-20 %. Малозольных углей с зольностью до 7-8 % в бассейне немного. В Донбассе преобладают угли среднесернистые (1,5-3 %). Угли Донецкого бассейна в основном имеют лёгкую и среднюю обогатимость.
В Донецком каменноугольном бассейне распространены все основные марки каменных углей: длиннопламенные (Д), газовые (Г), жирные (Ж), коксовые (К), отощённые спекающиеся (ОС), тощие (Т), полуантрациты (ПА) и антрациты (А), а также переходные от бурых углей к длиннопламенным. Петрографический состав углей довольно однороден.

## Угленосные районы
Угленосные районы бассейна:
- 1 — Питриковский
- 2 — Новомосковский
- 3 — Петропавловский
- 4 — Южно-Донбасский
- 5 — Покровский (Красноармейский),
- 6 — Донецко-Макеевский,
- 7 — Амвросиевский,
- 8 — Торезско-Снежнянский,
- 9 — Центральный,
- 10 — Северо-западные окраины Донбасса,
- 11 — Старобельская площадь,
- 12 — Лисичанский,
- 13 — Алмазно-Марьевский,
- 14 — Селезневский,
- 15 — Луганский,
- 16 — Краснодонский,
- 17 — Ореховский,
- 18 — Боково-Хрустальский,
- 19 — Должано-Ровенский,
- 20 — Миусская площадь,
- 21 — Шахтинско-Несветаевский,
- 22 — Задонский,
- 23 — Сулино-Садкинский,
- 24 — Гуково-Зверевский,
- 25 — Червонодонецкий,
- 26 — Каменско-Гундоровский,
- 27 — Белокалитвенский,
- 28 — Талдинский,
- 29 — Миллеровский,
- 30 — Цимлянский.

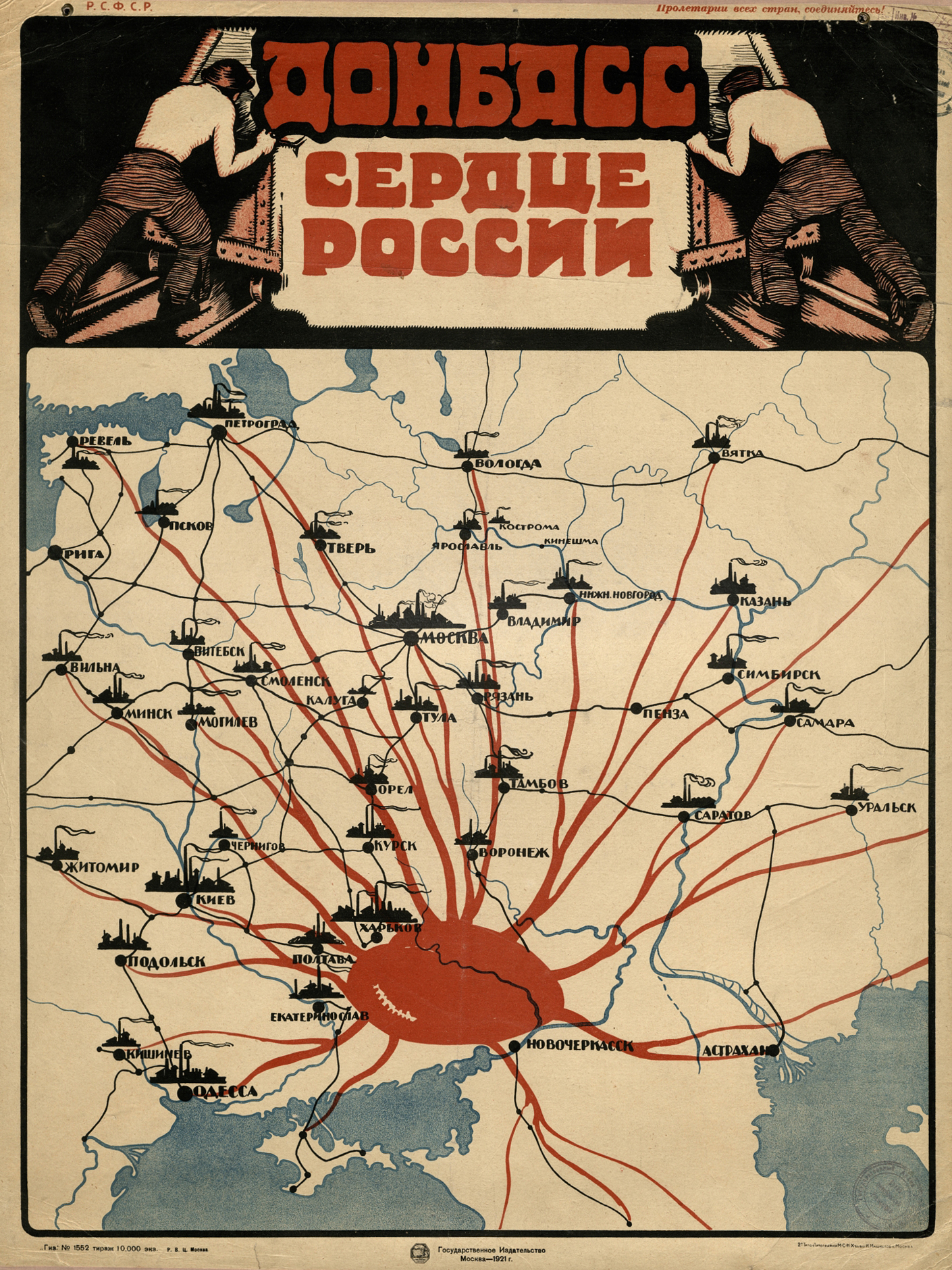
«Донбасс сердце России». Плакат времён гражданской войны (1921). Карта включает в себя территории, которые РСФСР ранее признал независимыми государствами
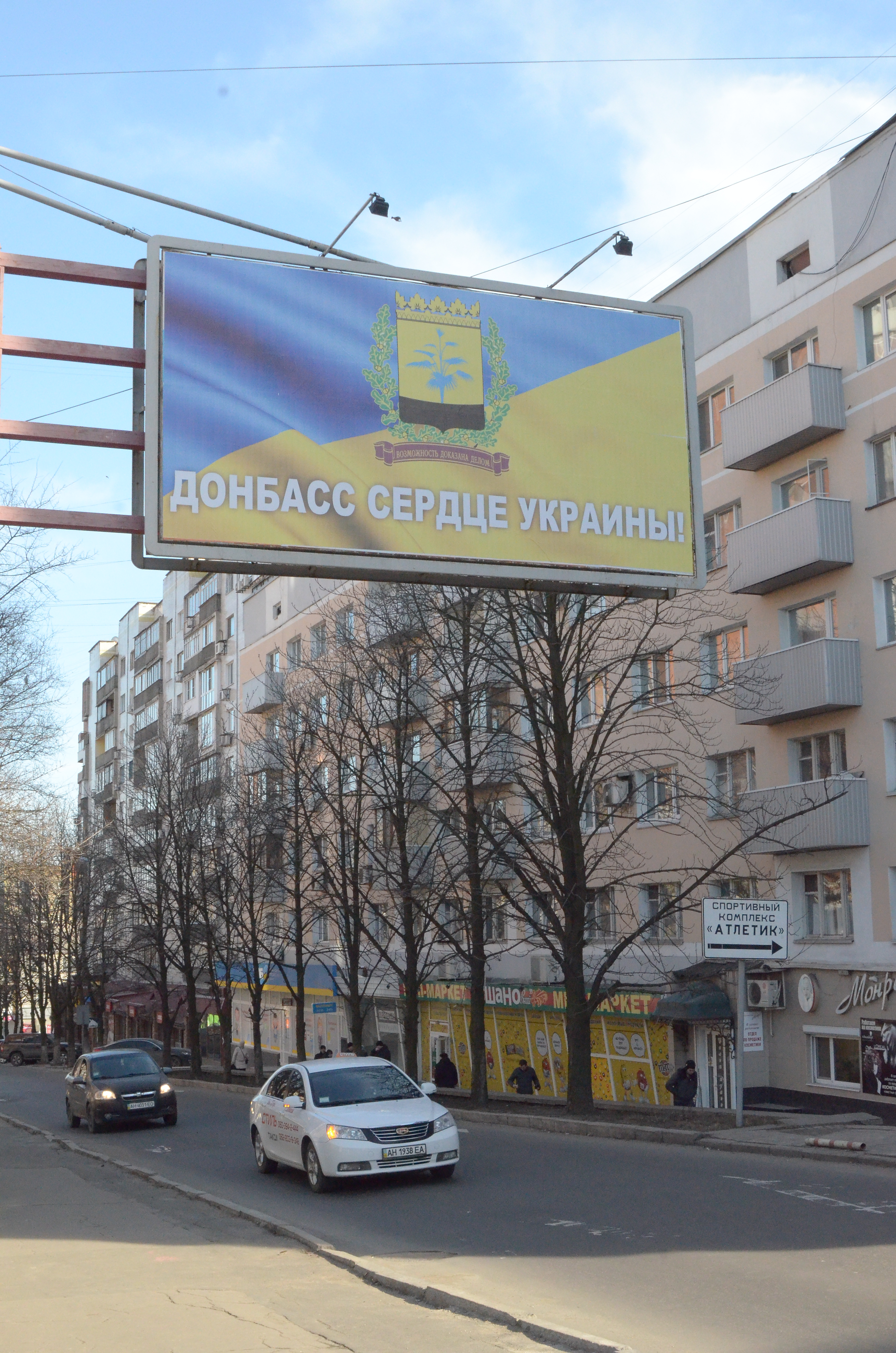
«Донбасс сердце Украины!» Рекламный щит в Донецке, март 2014 года

## Города
- Донецк
- Макеевка
- Горловка
- Алчевск
- Лисичанск
- Енакиево
- Ждановка
- Торецк
- Снежное
- Красный Луч
- Кировское
- Свердловск
- Стаханов
- Торез
- Антрацит
- Павлоград
- Терновка
- Покровск
- Мирноград
- Шахтёрск
- Харцызск
- Шахты
- Новошахтинск
- Гуково
- Зверево
- Каменск-Шахтинский
- Донецк (Ростовская область)
- Ровеньки
- Авдеевка
- Первомайск

## Заповедники и природные парки
На территориях Донбасса создано два природных заповедника, филиалы которых разбросаны по разным районам Донецкой и Луганской областей. Самым старым заповедником является основанный ещё в 1931 году «Стрелецкая степь» (Меловский район) — небольшой участок (нынешняя площадь — 5,22 км²) когда-то широких старобельских степей на отрогах середнерусской возвышенности, где занимаются сохранением наибольшей на Украине колонии байбака европейского. Сейчас это один из трёх участков Луганского природного заповедника, созданного в 1968 году. Другие его филиалы — Станично-Луганская (или Придонецкая пойма), расположенная в одноимённом районе на площади 4,98 км², занимается сохранением пойменных экосистем левобережной части Северского Донца и Провальская степь, образованный в Свердловском районе в 1975 году на площади 5,87 км² в наиболее повышенной части Донецкого кряжа. Меловая флора (основанная в 1988 в Лиманском районе на площади 11,34 км²), где сохраняются растения, которые растут на меловых породах.
В 1997 году был создан один из самых живописных национальных природных парков равнинной Украины — «Святые Горы». Своеобразный ландшафтный комплекс парка (общая площадь — 405,89 км²) включает меловые останцы, балки и овраги коренного правого берега главной водной артерии региона — Северского Донца и её почти трёхкилометровую пойму и боровую террасу на противоположном берегу реки.

## В филателии

Почтовые марки
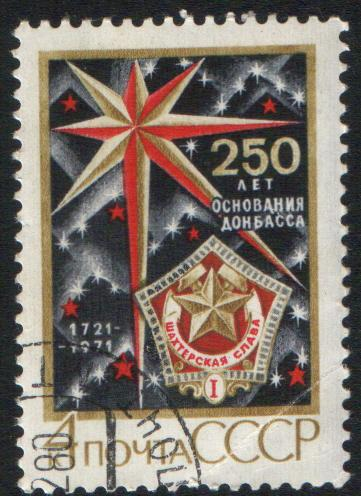
Почтовая марка СССР, 1971 год
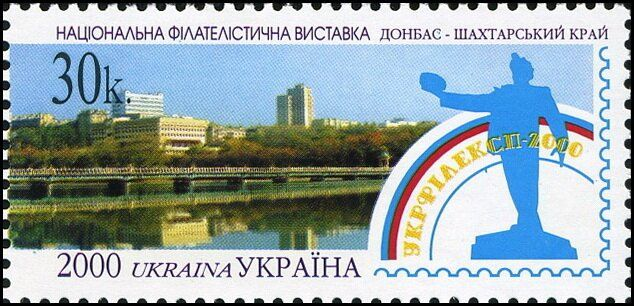
Почтовая марка Украины, 2000 год